# 葦毛塚

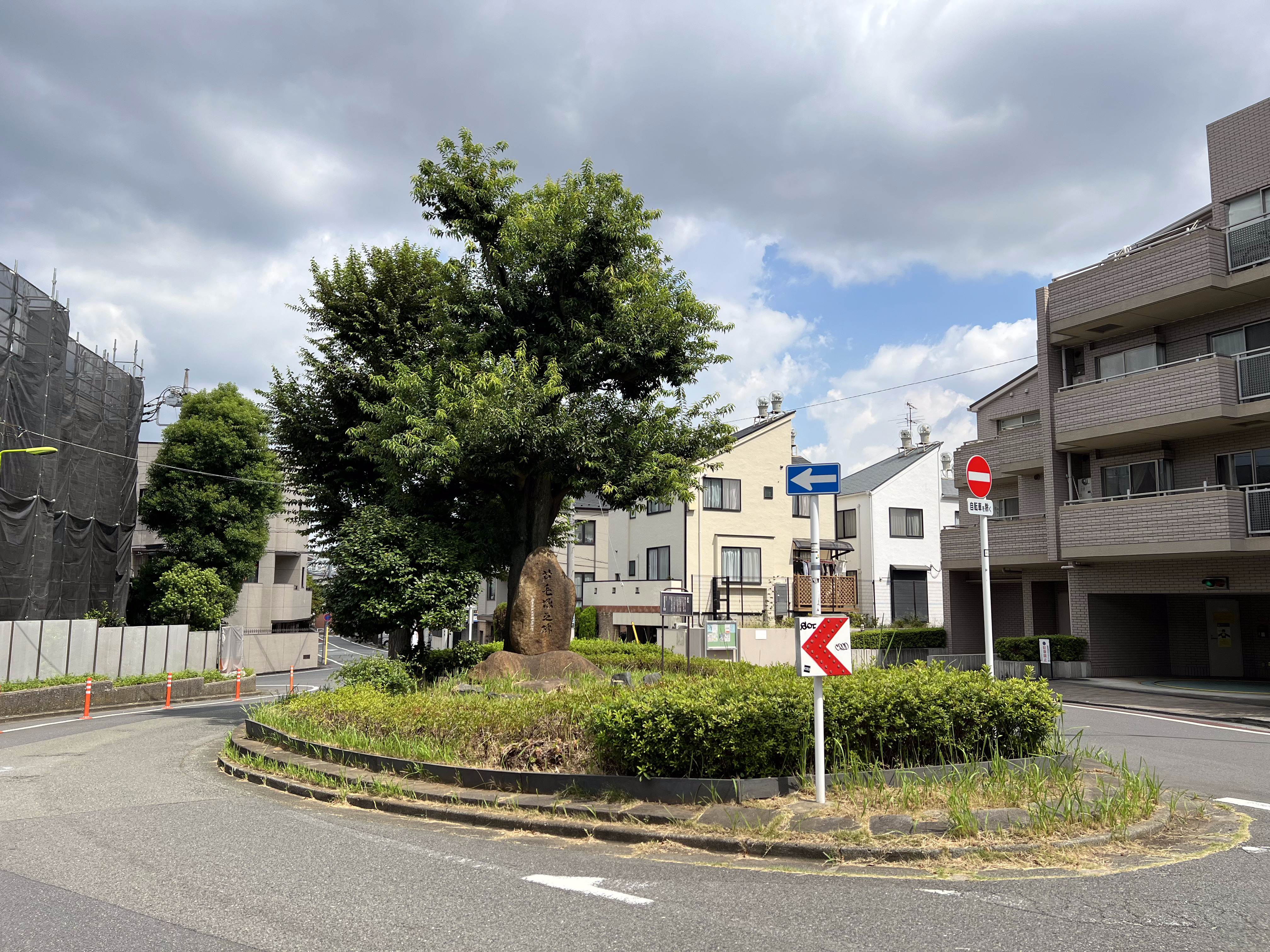

葦毛塚（あしげづか）は、東京都世田谷区下馬にある源頼朝ゆかりの史跡。「駒沢」「下馬」などの地名の由来に関わる史跡である。

## 現状
この塚は、世田谷区下馬5丁目41番13号から18号の地先き（南東側）、目黒区との境にあたる道路中央に、ナマコ形のロータリーとして残っている。敷地には数本の樹木と葦毛塚の碑がある。
葦毛塚の碑は、碑石と台石からなる。いずれも山梨県大和村産の新鞍馬石を材石とし、石形・石質・石色ともに優れた良石である。碑石は175×100×36センチメートルの石を縦長に用い、台石に馴染むようにしっかり埋め込まれている。前面には「芦毛塚之碑」と陰刻され、背面には建碑の由来が陰刻されている。台石は横長に用いて地中へ深く埋め込んでいる。台石の周囲は、秩父緑石の小景石約20個が300×175センチメートルの矩形で取り囲み、さらにその前面には参拝のための飛石が大小4枚敷かれ、周辺には秩父緑石の小景石5個が散らされ景観を引き立てている。

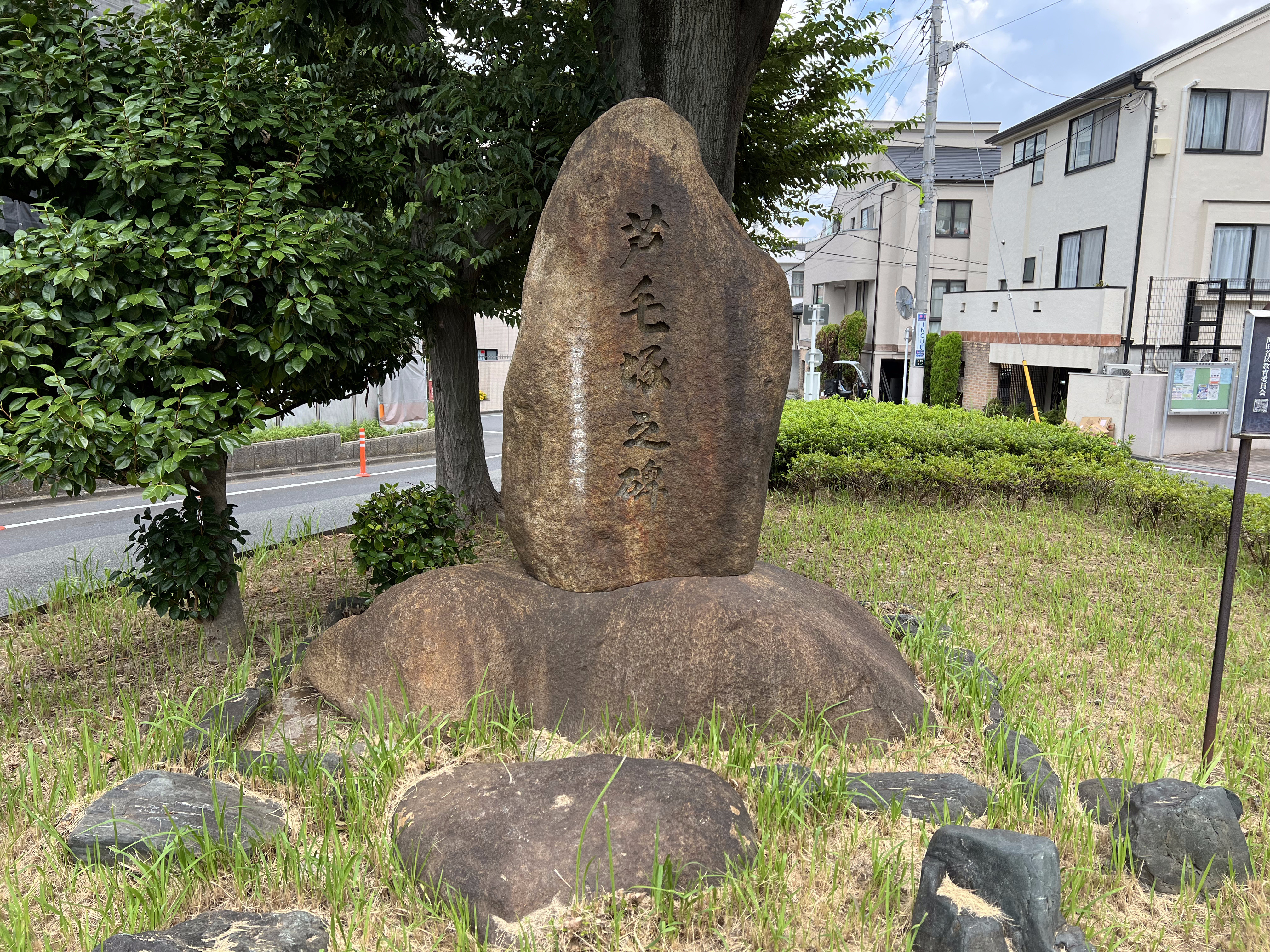
碑の前面
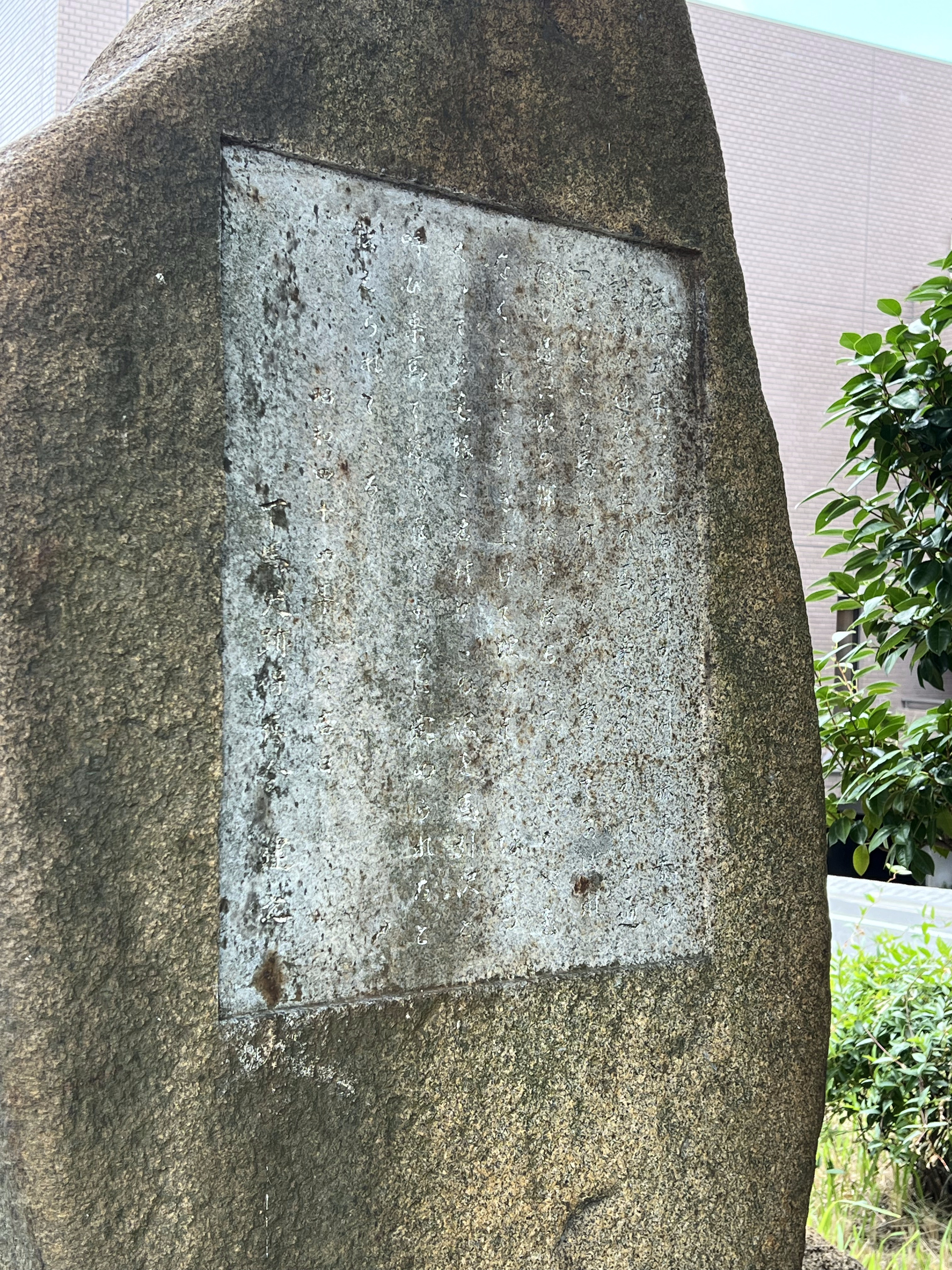
碑の背面

敷地の樹木のうち一本は特に大きく、地元では何の木かよく分からず「ナンジャモンジャ」の木と呼んでいるが、実際はサイカチのようである。もう一本の大きな木はシラカシである。
敷地は世田谷区公園課が管理しており、碑の脇には世田谷区教育委員会による説明板が設置されている。

## 由来

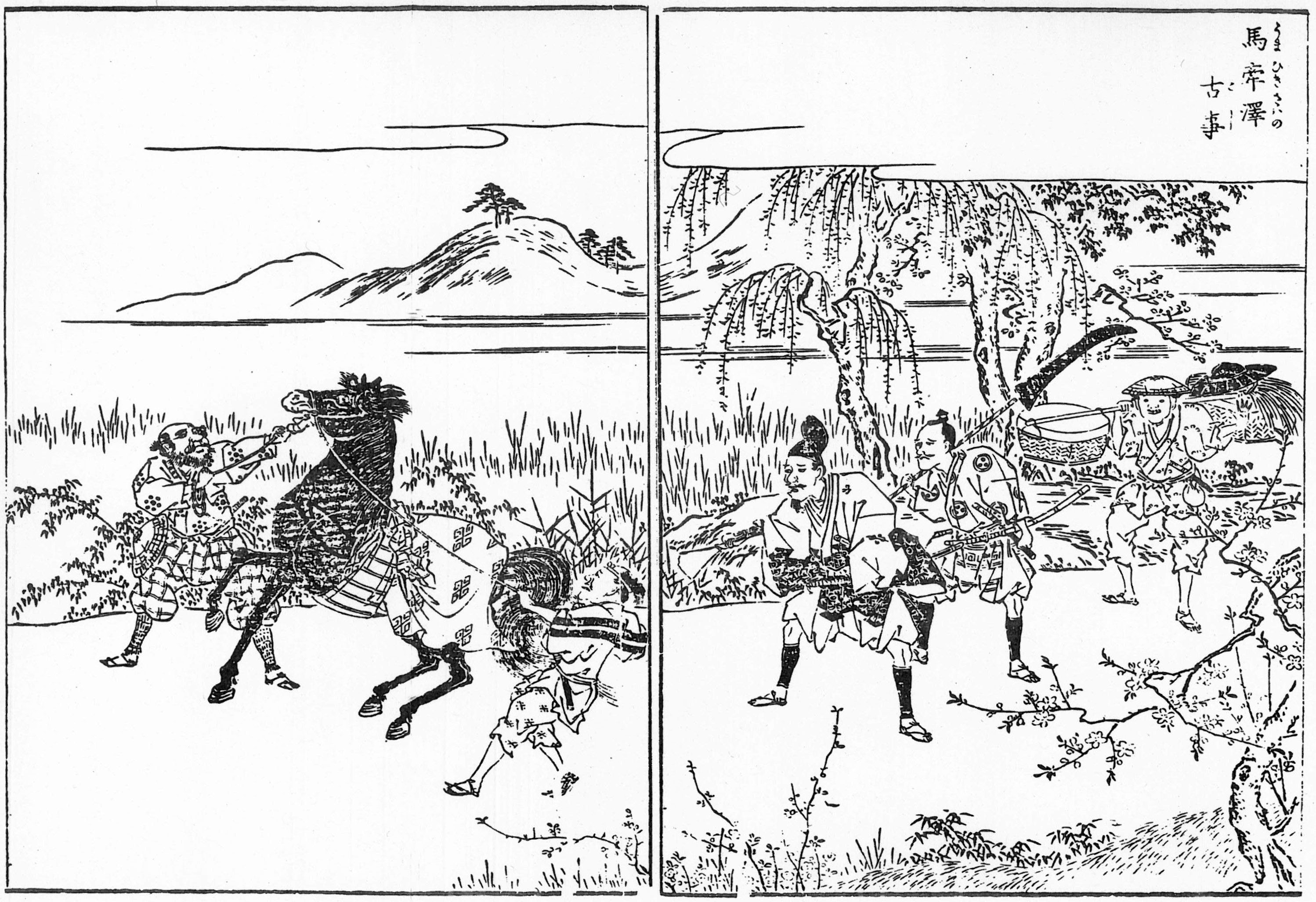
馬引沢の古事（『江戸名所図絵』）

鎌倉時代初期の頃、この道は鎌倉道の一つとして奥州へ通じる主要道になっていた。1189年に源頼朝は奥州征伐のため軍勢を率いて鎌倉から北上し、多摩川の矢口を渡って渋谷へ向かう途中でこの地を通りかかった。その際、頼朝は乗馬のまま蛇崩川沿いの沢地を渡ろうとしたが、馬が何かに驚いたのか暴れ出して沢の深みにはまってしまい、元々ここは崩れやすい山砂利交じりの足場のため、引き上げられないまま馬は死んでしまった。その馬を岸の近くに埋めて作られたのがこの塚であり、馬が葦毛だったことから「葦毛塚」と名付けられた。
頼朝は「今後この沢を渡るときは必ず馬を曳いて渡れ」と命じ、この沢は「馬引沢」と呼ばれるようになった。またそこに居合わせた農家の老婆は「出陣にあたって総大将の馬の死は不吉ゆえ、近くの台上にある子（ね）の明神（現在の駒繋神社）にて戦勝祈願なさいませ」と頼朝に勧め、頼朝もその通りにして奥州へ向かった。
奥州からの凱旋の帰途、頼朝は再びここに立ち寄って子の明神に戦勝報告し、葦毛塚で改めて馬を供養した。そして件の老婆が既に他界したと聞いてこれをいたく悼み、その一帯を「姥ヶ谷」（うばがやつ、うばがやと）と名付けた。
なお一説には、鎌倉時代にこの地の領主だった北条左近太郎が仏典を持って出かける途中に葦毛の乗馬が突然倒れ、その馬を埋めたのがこの塚だともいう。

### その後
鎌倉時代中期以降、矢口から奥州へ向かう本道は中延・下目黒・渋谷を通る東側の道に代わり、葦毛塚の道はいわゆる裏街道になってしまった。
江戸時代末の『新編武蔵風土記稿』によると、当時の塚は下馬引沢村と上目黒村の境に二間四方くらいの大きさであり、あるとき上目黒村の住民が自分たちの村域と思い込んで塚の周囲を削りはじめ、下馬引沢村の住民が塚の由来を説明して途中で止めさせた結果、塚の形がいびつになったという。『江戸名所図絵』によると、塚は上目黒村の名主の屋敷内にあったという。

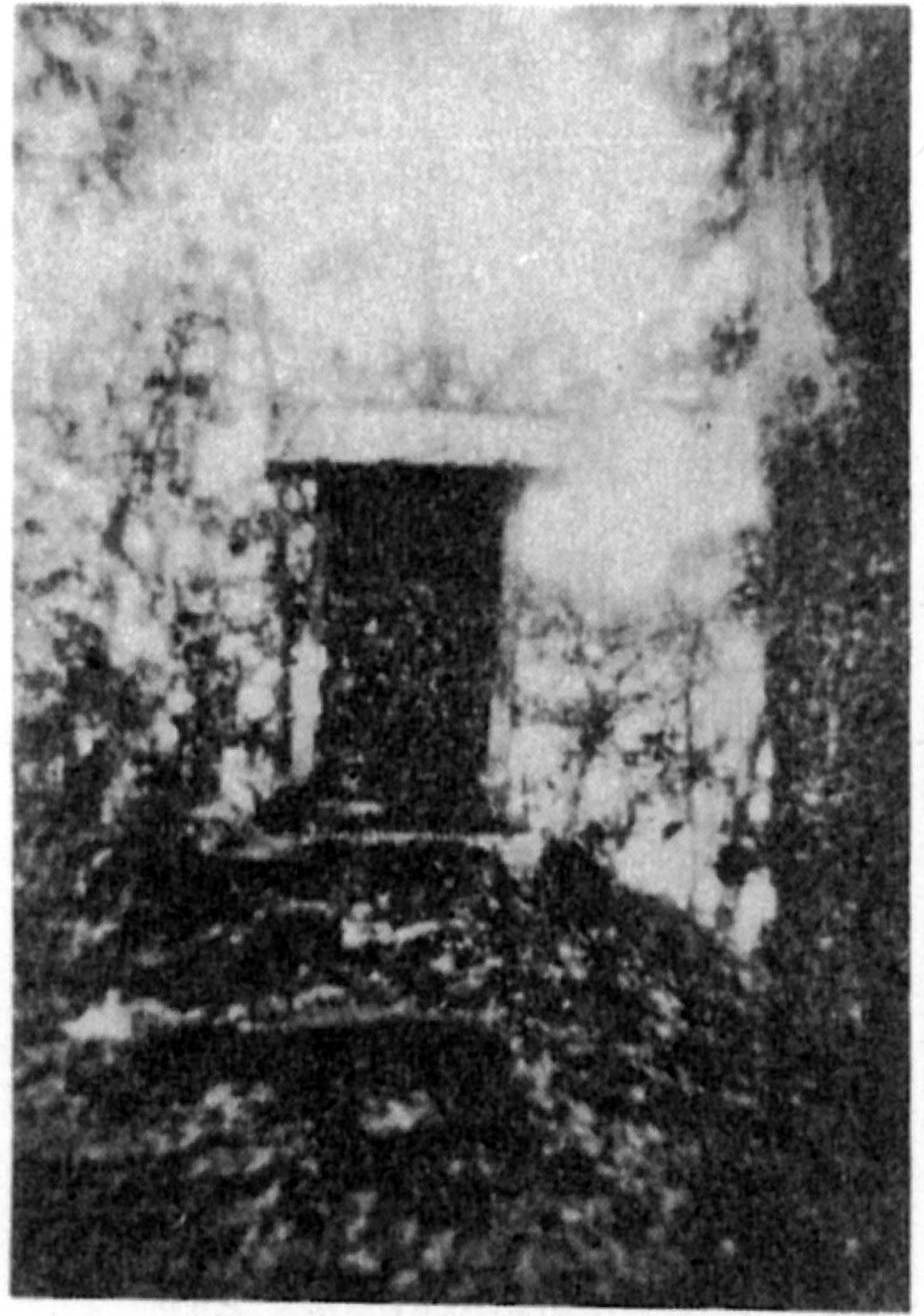
塚の上にあった祠（1931年頃）

塚の上には昔から「芦毛塚の稲荷」という祠が祀られていたが、明治初期にある農家が前後の道を畑地にしてから人が立ち入れなくなり、雑木と竹藪が生い茂って荒れ果ててしまったため、地元の篤志家が稲荷社の御神体だけ自邸に引き取った。1930年の下馬土地区画整理の際、この塚は地元の地名の由来になるなど歴史的に重要であるとして、敷地の一部が削られたものの特に残され、周囲をコンクリートで土留めして現在の形状が定まった。この頃には塚の上にまだ小さな祠があった。
1968年に明治維新百年の式典が全国的に催されるのを契機に、地元の住人を中心とした下馬史跡保存会が発足し、活動の手始めとして地名発祥のゆかりとなる葦毛塚の碑の建立が決議された。そして翌1969年8月に現在の碑が完成した。